# Tväråbäck
Tväråbäck är en småort i Vännäs kommun.
Byn ligger ungefär 13 kilometer norr om Vännäs tätort längs väg E12. Tidigare gick E12 genom byn men har nu byggts om och går utanför byn. Samhället har cirka 190 hushåll inräknat kringliggande byar. I byn finns förskola men ingen grundskola, som lades ner 2013. Byn är uppdelad i två delar: i norr Gamla Tväråbäck som går från EFS-huset till byns ände, och i söder nya Tväråbäck. Gamla Tväråbäck har endast bostadshus och EFS-huset medan nya Tväråbäck har förskola, sågverk och den numera nedlagda affären.
Tväråbäcks enda småföretag är sågverket NK Lundströms som grundades 1931 och är Tväråbäcks största arbetsplats med ett 40-tal anställda.